# X-Out
X-Out är ett datorspel i shoot 'em up-genren utvecklat och utgivet av Rainbow Arts 1989.
Spelaren tar kontroll över en undervattensfarkost för att driva tillbaka främmande krafter som har kommit för att erövra jordens hav. Man väljer själv hur pengarna till ens farkost ska användas, man får en summa pengar och väljer mellan olika farkoster och vapen. Spelet består av åtta nivåer med både små och stora monster som ska skjutas och på slutet av varje nivå finns en boss. Man kan ta skada av monstren och av väggarna på nivåerna.
Musiken till Amigaversionen gjordes av Chris Hülsbeck.

## Mottagande
Svenska Hemdatornytt ansåg att spelet var medelbra om än lite svårt med fin grafik och ett bra upprepande ljud, och gav spelet 58.75/100 i medelvärde. Datormagazin ansåg att Amigaversionen av spelet hade en utomordentlig form av action i kombination med en valfrihet med vapen och att man skulle ha svårt att slita sig från spelet, och gav det 9/10 i betyg, C64-versionen fick senare 8/10 i betyg.